# Aleje Jerozolimskie
Aleje Jerozolimskie, česky přeložitelné jako Jeruzalémské Aleje, jsou jednou z hlavních tříd ve Varšavě (Mazovské vojvodství, Polsko), spojují východ a západ města jižně od centra metropole.
Název ulice pochází od jména malé vesnice, kterou v roce 1775 nechal vybudovat August Sułkowski pro židovské obyvatele Mazovska. Vesnice nesla název Nowa Jerozolima (Nový Jeruzalém), silnice, která vedla do Varšavy pak byla pojmenována Aleja Jerozolimska. Přestože vesnice byla rychle opuštěna již nedlouho po svém vzniku, název ulice se rychle zažil. Význam Alejí vzrůstal v průmyslové době. Právě zde vzniklo první železniční nádraží ve městě, ve východní části třídy vznikly luxusní domy pro zámožné Varšavany. Na počátku 20. století, zvláště pak v časech vyhlášení polského státu, byla třída rozšířena a přebudována. Zástavba ulice, kterou tvořily domy v secesním a funkcionalistickém stylu zůstala původní až do Varšavského povstání, které bylo krutě potlačeno a kdy bylo město těžce poničeno. Zbylé trosky budov odstranilo již komunistické vedení Polska; nové Aleje se staly rychlostní městskou třídou, doplněnou moderní zástavbou a velkolepými stavbami, které vytvořily obraz moderní Varšavy – Palácem kultury a podzemním nádražím Warszawa Centralna.